# Ngerchebal
Ngerchebal (auch: Ngerhebal, Ngaregabal, Garakabaru-tō, Gunkan Island, Man-of-War Island, Ngaregabel Island) ist eine unbewohnte Insel von Palau.

## Geographie
Ngerchebal ist eine kleine Insel in der Komebail Lagoon, westlich von Babelthuap. Sie liegt vor der Küste von Aimeliik. Die Umgebung steht als Ngerchebal Island Wildlife Reserve unter Naturschutz.